# (6947) Andrewdavis
(6947) Andrewdavis est un astéroïde de la ceinture principale.

## Description
(6947) Andrewdavis est un astéroïde de la ceinture principale. Il fut découvert le 1er mars 1981 à Siding Spring par Schelte J. Bus. Il présente une orbite caractérisée par un demi-grand axe de 2,40 UA, une excentricité de 0,06 et une inclinaison de 3,9° par rapport à l'écliptique.

## Compléments